# ТВЧГ 3
ТВЧГ 3 (на черногорски: ТВЦГ 3 / TVCG 3) e телевизионен канал в Черна гора, трета програма на обществената Радио и телевизия на Черна гора. Създаден е през 2021 г. Излъчва дейността на Парламента на Черна гора.

## История
На 8 февруари 2021 г. РТЧГ обявява, че създава Парламентарен канал. Той е одобрен през март, като е планувано да работи по 12 часа в денонощието целогодишно. На 26 октомври 2021 г. каналът започва да излъчва „Инфо Парламент“ в ранните вечерни часове. На 26 май 2022 г. телевизията стартира излъчване в уебсайта на РТЧГ.